# قنديات
قنديات (الاسم العلمي: Sciuravida) هو رتيبة من الحيوانات البحرية تتبع رتبة القوارض من طائفة الثدييات.

## فصائل
- قندية

## أجناس
- قندي مشطي (الاسم العلمي: Pectinator)
- قندي ماسوتير (الاسم العلمي: Massoutiera)
- قندي فلاقة (الاسم العلمي: Felovia)
- قندي مشطي الأصابع (الاسم العلمي: Ctenodactylus)